# Kingdom Centre
Il Kingdom Centre (in arabo: مركز المملكة) è un grattacielo di Riad, in Arabia Saudita.
Il proprietario è al-Walid bin Talal bin Abd al-'Aziz Al Sa'ud, principe della famiglia reale saudita. Ospita la sede della Kingdom Holding Company, società da cui prende il nome. Nel 2002 ha vinto il premio Emporis Skyscarper Award come "miglior grattacielo al mondo per il design". Nelle ore notturne la caratteristica cornice dell'incavo a forma triangolare situata nella parte superiore del grattacielo, si illumina cambiando colore a ciclo continuo.

## Progetto
Il Kingdom Centre è stato progettato dallo studio di architettura statunitense Ellerbe Becket in una joint venture con lo studio di architettura e ingegneria di Riyadh Omrania and Associates. L'edificio è composto da una torre e da un podio composto da due ali simmetriche. La pianta a mandorla e le forme curve della torre conferiscono all'edificio una forma distintiva che contribuisce a mantenerlo fresco, con le estremità strette rivolte a est e a ovest, dove l'accumulo di calore è maggiore. Una facciata continua ad alte prestazioni, realizzata in vetro riflettente argentato con giunti a testa, contribuisce inoltre a controllare l'accumulo di calore, nascondendo al contempo i tre piani principali degli impianti per creare una facciata continua.
In cima alla torre, un arco rovesciato è sormontato da un ponte in vetro che ospita una piattaforma di osservazione pubblica. L'ampia apertura consente all'edificio di superare il limite di altezza – 30 piani occupati – imposto dalle leggi locali. Il suo design è stato ispirato da strutture iconiche provenienti da tutto il mondo, tra cui il Gateway Arch di St. Louis, il Sydney Harbour Bridge e la Torre Eiffel.
Dalla base alla cima, la torre ospita 13 piani di uffici, 10 piani di hotel, cinque piani di appartamenti di lusso e ulteriore spazio per uffici in cima.